# Stélios Arvanítis
Stylianós « Stélios » Arvanítis (grec moderne : Στυλιανός "Στέλιος" Αρβανίτης), né en 1927, à Paleó Fáliro, en Grèce, est un ancien joueur de basket-ball grec.

## Palmarès
- 3e du championnat d'Europe 1949